# Hornachuelos
Hornachuelos es un municipio y localidad española de la provincia de Córdoba, en la comunidad autónoma de Andalucía. El término municipal, ubicado en la comarca del Valle Medio del Guadalquivir, tiene una población de 4390 habitantes (INE 2024).
Además del núcleo principal, el municipio comprende los núcleos de población de San Calixto, Bembézar, Mesas de Guadalora, Céspedes y Puebla de la Parrilla.

## Toponimia
Existe discusión sobre el origen de su nombre aunque lo más probable sea que provenga del fonema árabe furnuyulu, que literalmente significa ciudad de los hoyos por ser esta la forma común como sus antiguos habitantes extraían el mineral del subsuelo.

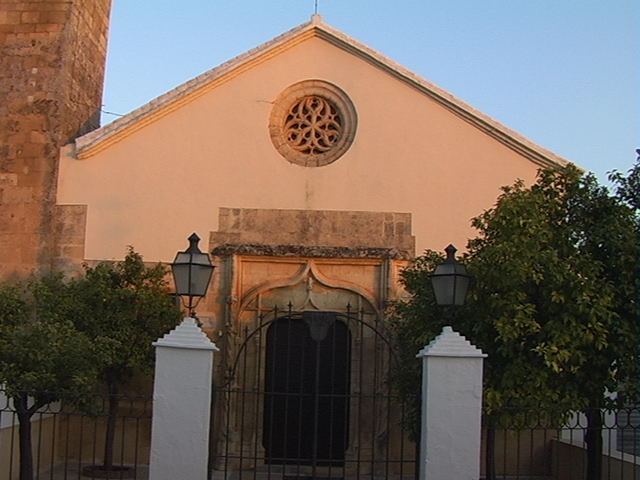
Iglesia gótica

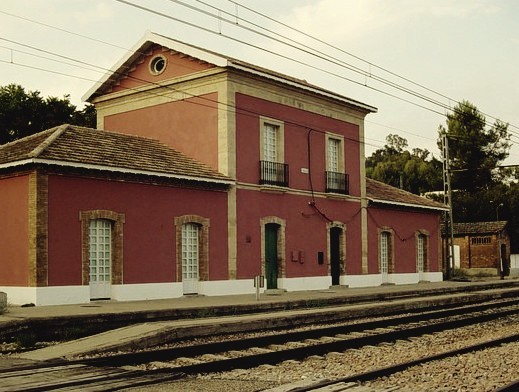
Estación de Hornachuelos

## Geografía
Se encuentra ubicado en la parte occidental de la provincia de Córdoba, sobre una de las muchas montañas de la sierra de Hornachuelos, en el parque natural de la Sierra de Hornachuelos, formando parte del macizo de Sierra Morena. Se encuentra a una altitud de 185 m, según la ficha municipal de la Junta de Andalucía, y a unos a unos 51 km de la capital provincial. El núcleo urbano principal se "asoma" al precipicio formado por el río Bembézar. Sus habitantes reciben el gentilicio de melojos/as.
La población conserva su estructura árabe con empinadas y estrechas calles así como edificaciones de aquella época, en la que se destaca la fortaleza árabe. En su casco antiguo también se puede ver el edificio del Ayuntamiento, su iglesia gótica y la torre del homenaje de su castillo en la plaza de Armas.
Su extensión superficial es de 909,4 km² y cuenta con una densidad de 5,06 hab./km².

## Demografía
Hornachuelos cuenta con una población de 4390 habitantes (INE 2024).
| Gráfica de evolución demográfica de Hornachuelos entre 1842 y 2021 |
| |
| Población de derecho según los censos de población del INE Población de hecho según los censos de población del INEEntre el censo de 1857 y el anterior, crece el término del municipio porque recibe la entidad de San Calisto de Fuente Palmera |

| 5006                      | 5056 | 4937 | 4860 | 4678 | 4696 | 4575 |
| (Fuente: INE [Consultar]) |      |      |      |      |      |      |

## Economía
Sus principales actividades son la agraria y la cinegética. Además, tiene una importante red de servicios donde hay que destacar los alojamientos rurales gracias a pertenecer al parque natural de la Sierra de Hornachuelos.
Dentro de su término municipal, pero a 43 km de la localidad (en la Sierra Albarana), se encuentra el único almacén definitivo  de residuos radiactivos de baja y media actividad de El Cabril de España. Cuenta con una plantilla propia de 124 trabajadores más una media diaria de 90 de subcontratas. El municipio percibe algo menos de un millón de euros anuales en compensación.

### Evolución de la deuda viva municipal
| Gráfica de evolución de Deuda viva del Ayuntamiento de Hornachuelos entre 2008 y 2019                                |
| |
| Deuda viva del Ayuntamiento de Hornachuelos en miles de Euros según datos del Ministerio de Hacienda y Ad. Públicas. |

## Fiestas
- Candelaria: Se realiza el 2 de febrero y todos los vecinos se echan a las calles a encender sus hogueras.
- Romería de San Abundio. Se celebra el último domingo de abril.
- Verbenas de San Abundio y de La Reina De Los Ángeles.
- Feria de Hornachuelos. Es la tercera semana de julio.
- Carnavales: Finales de febrero y principios de marzo.

## Patrimonio artístico y monumental

### Patrimonio Histórico Andaluz
- Bienes Inmuebles

| Bien catalogado                       | Otras denominaciones                                                                          | Web del bien                                        | Tipo             | RP       | EA        | Fecha       |
| ------------------------------------- | --------------------------------------------------------------------------------------------- | --------------------------------------------------- | ---------------- | -------- | --------- | ----------- |
| Castillo                              |                                                                                               | Archivado el 4 de marzo de 2016 en Wayback Machine. | Monumento        | B.I.C    | Declarado | 25-VI-1985  |
| Finca Moratalla en Moratalla: jardín  | Palacio de Moratalla                                                                          |                                                     | Jardín Histórico | B.I.C    | Declarado | 23-V-1983   |
| Iglesia de San Calixto en San Calixto | Iglesia parroquial de San Calixto, iglesia de Nuestra Señora de la Sierra                     |                                                     | Sin tipificar    | Genérico | Inscrito  | 04-VII-1996 |
| Iglesia de Santa María de las Flores  | Iglesia parroquial de Santa María de las Flores, iglesia mudéjar de Santa María de las Flores |                                                     | Monumento        | B.I.C    | Declarado | 18-VI-2002  |
| Muralla urbana                        |                                                                                               |                                                     | Monumento        | B.I.C    | Declarado | 25-VI-1985  |

Lugares patrimoniales a visitar dentro de la Localidad de Hornachuelos:
- Castillo restaurado en el año 2023, desde la parte superior del mismo se tienen unas magníficas vistas.
- Plaza de Armas del Castillo y Aljibe.
- Ermita del Salvador (S. XVIII).
- Iglesia de Santa María de Las Flores,  Origen, estructura y portada Tardo-Medievales (S. XVI) y torre Barroca. 
- Posada de Arrieros. Antigua y bella posada (S. XVII) hoy dedicada a museo y centro cultural donde se realizan todo tipo de exposiciones, presentaciones y actos.
- Lavaderos Públicos. Construidos a Principios del S. XX. Recientemente restaurados y abiertos al turismo. 
- Portada de la Casa de los Caballeros de Santiago.
- Antiguo Hospital de la Caridad. El edificio fue casa palacio del conde de Béjar y después reformado como Hospital de la Caridad. Posee bello escudo en la fachada y varios patios con restos antiguos, columnas y pinturas murales.
- Ayuntamiento de Hornachuelos. De finales del S. XIX o principios del S.XX. Destaca su torre y el reloj. Se construyó donde estuvo el desaparecido palacio de los Condes de Hornachuelos. 
- Restos del recinto amurallado medieval. Se están recuperando los diferentes lienzos de muralla que aún perviven en distintas partes del casco histórico.
- Miradores. Destacan las bellas vistas que se obtienen del entorno natural desde los numerosos miradores de Hornachuelos como el de la Corraliza o los que miran hacia la zona del Caño de Hierro.